# Spilogona pacifica
Spilogona pacifica este o specie de muște din genul Spilogona, familia Muscidae. A fost descrisă pentru prima dată de Johann Wilhelm Meigen în anul 1826. Conform Catalogue of Life specia Spilogona pacifica nu are subspecii cunoscute.